# Веделова струја
Веделова струја (тј. Веделово струјно коло) је хладна морска струја која настаје у близини обала Антарктика. Њено кретање је у смеру казаљке на сату и описује пун круг. Формира се у Веделовом мору под утицајем циклона и слабо је проучена.